# Conversaciones con asesinos: Las cintas de Ted Bundy
Conversaciones con asesinos: Las cintas de Ted Bundy (en inglés: Conversations with a Killer: The Ted Bundy Tapes), es un documental estadounidense que se estrenó en Netflix el 24 de enero de 2019, como conmemoración por el trigésimo aniversario de la ejecución de Bundy. Creada y dirigida por Joe Berlinger, los cuatro episodios de 60 minutos se obtuvieron de más de 100 horas de entrevistas y material de archivo del asesino en serie Ted Bundy, así como de entrevistas con su familia, amigos, víctimas sobrevivientes y los miembros policiales que trabajaron en su caso.

## Resumen
La serie rastrea cronológicamente la vida, los crímenes, los arrestos, sus escapes y la muerte de Ted Bundy en detalle. Imágenes de archivo, evidencia policial, fotos personales y las entrevistas del corredor Stephen Michaud en 1980 están presentes en la serie. Las personas relacionadas con el caso Bundy incluyen víctimas sobrevivientes, testigos, su familia y ex amigos, junto con oficiales, funcionarios y periodistas.

## Episodios
| N.º en serie | N.º en temp. | Título                     | Dirigido por  | Escrito por   | Fecha de lanzamiento original |
| --- | ------------ | -------------------------- | ------------- | ------------- | ----------------------------- |
| 1 | 1            | «Handsome Devil»           | Joe Berlinger | Joe Berlinger | 24 de enero de 2019           |
| La serie comienza con dos periodistas, Stephen Michaud y Hugh Aynesworth, discutiendo un nuevo proyecto que puede atraer al público: la historia de Ted Bundy desde su propia perspectiva. El episodio presenta a las primeras chicas que desaparecieron en el área de la Universidad de Washington. También se presentan oficiales de policía y reporteros que trabajaron en este caso. |              |                            |               |               |                               |
| 2 | 2            | «One of Us»                | Joe Berlinger | Joe Berlinger | 24 de enero de 2019           |
| Cuando recibió una llamada de una mujer que parecía preocupada por su novio llamado Ted, la policía finalmente tuvo algunos sospechosos. Carol DaRonch, una víctima que logró escapar de Bundy, dio a la policía una ventaja en su investigación. Y finalmente es arrestado por el secuestro de DaRonch. |              |                            |               |               |                               |
| 3 | 3            | «Not My Turn to Watch Him» | Joe Berlinger | Joe Berlinger | 24 de enero de 2019           |
| Después de escapar de la cárcel dos veces, Bundy cambia su apariencia para confundir a la policía. Su segundo escape lo lleva a Florida, donde cometió tres asesinatos pero dejó un poco de evidencia. Un encuentro con la policía de Florida pone fin a la fuga de Bundy. |              |                            |               |               |                               |
| 4 | 4            | «Burn Bundy Burn»          | Joe Berlinger | Joe Berlinger | 24 de enero de 2019           |
| El último episodio muestra a Bundy defendiéndose en juicios relacionados con el asesinato de tres mujeres en Florida. Con pruebas y testigos en su contra, el tribunal ordena la pena de muerte y pone a Bundy en guardia para ejecutar su muerte. Un día antes de su ejecución, un psicólogo que estudió la actividad cerebral de hombres violentos concluye que Bundy era un maníaco depresivo. El episodio muestra los eventos que ocurrieron días antes de su ejecución, que incluyen su confesión de los asesinatos de 30 mujeres de seis estados. |              |                            |               |               |                               |

## Casos mostrados

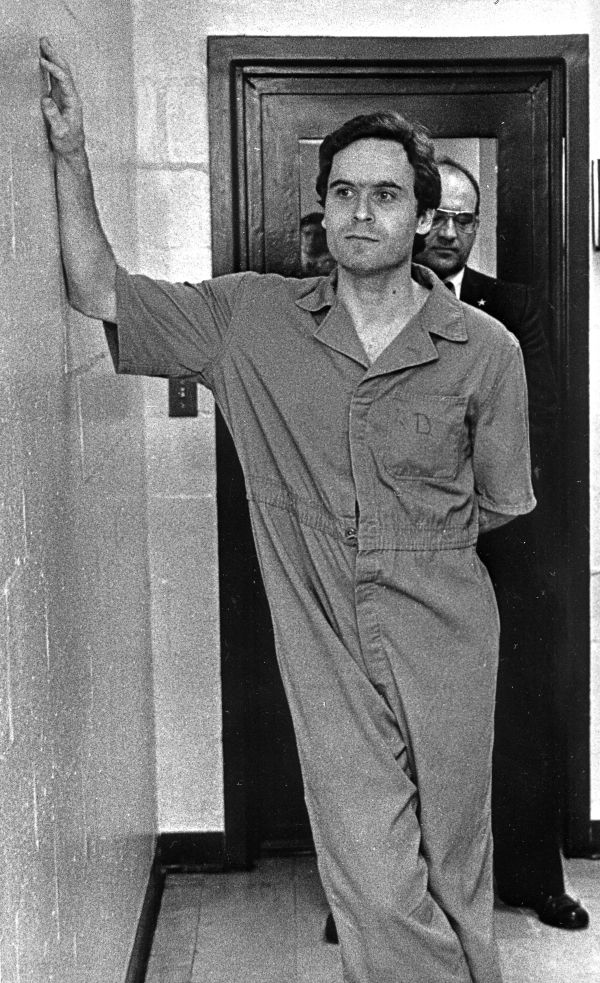
Bundy en una prisión de Florida

### Homicidio Chi Omega
Después de escapar de la cárcel del Condado de Garfield en Colorado Springs, Bundy se dirigió a Florida, donde atacó a la casa de la hermandad Chi Omega en la Universidad Estatal de Florida. Allí golpeó brutalmente a cuatro mujeres y mató a dos, Lisa Levy y Margaret Bowman. También agredió sexualmente a Levy. Bundy huyó de la escena, pero dejó un rastro de evidencia que más tarde lo conectó con los homicidios: una marca de doble mordisco en las nalgas de Levy. Un mes después, Bundy fue arrestado por la policía de Pensacola mientras conducía. Luego de su arresto, los oficiales encontraron varias tarjetas de crédito robadas, y Bundy finalmente reveló su nombre a la policía. Los asesinatos en la casa Chi Omega llamaron su atención, y sospecharon que Bundy estaba relacionado con la serie de asesinatos de mujeres jóvenes en todo el país. El sheriff del condado de Leon W. Kenneth Katsaris decidió intentar hacer coincidir las marcas de mordida encontradas en el cuerpo de Levy con los dientes de Bundy. Los ortodoncistas tomaron un molde de los dientes de Bundy y llamaron al Dr. Richard Souviron, un odontólogo forense, en el estrado de los testigos en la corte para indicar si las marcas de mordida encontradas en Levy coincidían. Después de que Souviron confirmó los resultados, el jurado pasó seis horas deliberando para decidir si el acusado era culpable y finalmente lo encontró culpable de asesinato en primer grado.

### Secuestro y asesinato de Kimberly Leach
Antes de ser arrestado por la policía de Pensacola, Bundy secuestró a otra víctima, Kimberly Leach, de 12 años, que desapareció durante el día en su escuela el 9 de febrero de 1978. Dos meses después de su desaparición, el cuerpo de Leach fue encontrado en un cobertizo. La víctima de 12 años había sido agredida y asesinada. En 1980, Bob Dekle, un fiscal que estaba peleando el caso contra Bundy, conectó a Bundy con el caso de Leach por evidencia encontrada en la camioneta de Bundy y en la ropa que supuestamente llevaba el día que mató a Leach que combinaba con las fibras de la ropa de Leach. Los testigos informaron haber visto a una niña caminar con un hombre que se parecía a Bundy hacia una camioneta blanca. Con esta evidencia, un jurado encontró a Bundy culpable, y nuevamente se le dio la pena de muerte.

### Confesión y pena de muerte
El 22 de enero de 1989, dos días antes de su ejecución, Bundy confesó haber matado a unas treinta mujeres.